# Yangzhou
Yangzhou (chinesisch 揚州市 / 扬州市, Pinyin Yángzhōu Shì) ist eine bezirksfreie Stadt in der chinesischen Provinz Jiangsu. Sie liegt am Fluss Jangtsekiang. Ihr Verwaltungsgebiet hat eine Fläche von 6.591 km² und 4.559.797 Einwohner (Stand: Zensus 2020).
Yangzhou liegt etwa 70 km von Nanjing entfernt. Früher war es ein wichtiger Knotenpunkt für den Salzhandel. Durch seine Position direkt am Kaiserkanal wurde es im Mittelalter zu einer sehr wohlhabenden und mächtigen Handelsstadt. Mit der Einführung der Eisenbahnlinien in China verlor es seine Bedeutung als wichtiger Handelsstandort. Marco Polo verbrachte hier (angeblich) mehrere Jahre als Statthalter für die Herrscher der Yuan-Dynastie.
Heute ist Yangzhou landesweit für die drei Gärten Shouxihu Gongyuan, Ge Yuan und He Yuan bekannt. Diese im klassischen Stil angelegten Gärten aus der Tang-Zeit ziehen die meisten Touristen aus dem eigenen Land an. Außerhalb von China ist Yangzhou in Japan sehr geachtet. Einer der wichtigsten Missionare des buddhistischen Glaubens in Japan war Jianzhen, ein Mönch aus dem Kloster Daming Si unweit der Stadtgrenze. Man sieht den japanischen Einfluss an drei großen Pagoden, die ein Geschenk aus Japan sind und den Baustil japanischer Pagoden widerspiegeln.
Die Stadt war vom 10. bis zum 14. Jahrhundert eine kulturelle Hochburg und viele bedeutende Dichter und Künstler der Zeit wirkten und lebten in der Stadt. Bekannt ist die Malerschule der Acht Exzentriker, von denen im Yangzhou-Museum Bilder zu sehen sind.
Kulturhistorisch von Bedeutung sind auch die erhaltenen islamischen Gräber aus der Song-Zeit am Ufer des Changjiang.
Der ehemalige Staatspräsident der Volksrepublik China Jiang Zemin wurde 1926 in Yangzhou geboren.

## Administrative Gliederung
Auf Kreisebene setzt sich Yangzhou aus drei Stadtbezirken, einem Kreis und zwei kreisfreien Städten zusammen (Einwohnerzahlen: Zensus 2010). Diese sind:
- Stadtbezirk Guangling (广陵区), 468 km², 341.043 Einwohner, Sitz der Stadtregierung, Stadtzentrum;
- Stadtbezirk Hanjiang (邗江区), 553 km², 576.909 Einwohner;
- Stadtbezirk Jiangdu (江都区), 1.330 km², 1.006.372 Einwohner;
- Kreis Baoying (宝应县), 1.461 km², 752.425 Einwohner, Hauptort: Großgemeinde Anyi (安宜镇);
- Stadt Yizheng (仪征市), 857 km², 564.021 Einwohner;
- Stadt Gaoyou (高邮市), 1.922 km², 744.685 Einwohner.

Während des Zensus 2010 existierte noch der Stadtbezirk Weiyang mit 474.611 Einwohnern. Er wurde im Oktober 2011 aufgelöst.

## Sport
In der Stadt befindet sich das 5500 Zuschauer fassende Yangzhou Sports Center Gym. Seit 2006 findet der Yangzhou-Jianzhen-Halbmarathon statt (benannt nach dem Mönch Jianzhen).

## Persönlichkeiten
- Jiang Zemin, Politiker und Staatsmann
- Zheng Wushuang, Tennisspielerin
- Zhuang Zedong, Tischtennisspieler

## Partnerstädte
Yangzhou listet folgende 26 Partnerstädte auf:
| Stadt             | Land                   | seit |
| ----------------- | ---------------------- | ---- |
| Bree              | Belgien                |      |
| Canberra          | Australien             | 1997 |
| Colchester        | Vereinigtes Königreich | 2007 |
| Daegu             | Südkorea               | 2002 |
| Damiette          | Ägypten                | 2008 |
| Gunsan            | Südkorea               | 2014 |
| Herzlia           | Israel                 | 1999 |
| Honolulu          | Vereinigte Staaten     | 1999 |
| Jeju              | Südkorea               | 2000 |
| Kent              | Vereinigte Staaten     |      |
| Kilkenny          | Irland                 | 2005 |
| Kristiansand      | Norwegen               | 2009 |
| Lenakel           | Vanuatu                | 2014 |
| Malakka           | Malaysia               | 2008 |
| Murcia            | Spanien                | 2013 |
| Neubrandenburg    | Deutschland            | 1996 |
| Offenbach am Main | Deutschland            | 1997 |
| Orechowo-Sujewo   | Russland               | 2002 |
| Orléans           | Frankreich             | 2015 |
| Oyo               | Republik Kongo         | 2015 |
| Porirua           | Neuseeland             | 2000 |
| Rasgrad           | Bulgarien              | 2001 |
| Richmond          | Kanada                 | 2007 |
| Schytomyr         | Ukraine                | 2009 |
| Tanga             | Tansania               | 2018 |
| Vaughan           | Kanada                 | 1995 |
| Venedig           | Italien                | 2013 |
| Vlora             | Albanien               | 2015 |
| Westport          | Vereinigte Staaten     |      |
| Yeosu             | Südkorea               | 1997 |